# Metropolitana di Esfahan
Esfahan Metro (in persiano: متروی اصفهان) è il sistema di trasporto rapido che serve la città di Esfahan, in Iran.

## Storia
La costruzione della metropolitana di Esfahan è iniziata nel 2001. Il primo tratto, lungo 11,2 chilometri e comprendente 10 stazioni, è stato inaugurato il 15 ottobre 2015. Questo segmento fa parte della Linea 1, che attraversa la città da nord a sud.

## Linea 1
La Linea 1 si estende per 20,2 chilometri e comprende 20 stazioni, collegando l'area nord della città con l'area sud. Questa linea attraversa aree importanti della città, tra cui piazza Enghelab e piazza Azadi.

## Progetti in corso

### Linea 2
Attualmente in fase di costruzione, la Linea 2 si estenderà per circa 22 chilometri e avrà 22 stazioni. Questa linea attraverserà la città da est a ovest, migliorando ulteriormente la copertura del sistema di trasporto pubblico di Esfahan.

### Linea 3
Progettata ma non ancora in costruzione, la Linea 3 collegherà diverse aree residenziali e commerciali della città.